# Andy Melville
Andy Melville (Swansea, 29 novembre 1968) è un ex calciatore gallese, di ruolo difensore.

## Palmarès

### Club

#### Competizioni nazionali
- Coppa del Galles: 1

Swansea City: 1988-1989
- Campionato inglese di seconda divisione: 2

Sunderland: 1995-1996
Fulham: 2000-2001

#### Competizioni internazionali
- Coppa Intertoto UEFA: 1

Fulham: 2002